# Александрово (Устюженский район)
Александрово — деревня в Устюженском районе Вологодской области.
Входит в состав Сошневского сельского поселения, с точки зрения административно-территориального деления — в Сошневский сельсовет.
Расстояние по автодороге до районного центра Устюжны — 8 км, до центра муниципального образования деревни Соболево — 8 км. Ближайшие населённые пункты — Сошнево, Торшеево, Шуботово.
По переписи 2002 года население — 10 человек.